# Will Forte
Orville Willis „Will” Forte IV (n. 17 iunie 1970) este un actor, comedian și producător american. Este cunoscut pentru rolurile sale din Saturday Night Live și pentru sitcomul The Last Man on Earth, pentru care a fost nominalizat în 2015 la Premiul Primetime Emmy pentru cel mai bun actor principal în serial de comedie și la premiul Emmy pentru cea mai bună regie.

## Filmografie

### Film
| An   | Titlu                                        | Rol                                         | Notes              |
| ---- | -------------------------------------------- | ------------------------------------------- | ------------------ |
| 2004 | Around the World in 80 Days                  | Young Bobby                                 |                    |
| 2006 | Beerfest                                     | Otto                                        |                    |
| 2007 | The Brothers Solomon                         | Dean Solomon                                | Și scenarist       |
| 2008 | Baby Mama                                    | Scott                                       |                    |
| 2009 | The Slammin' Salmon                          | Horace the Lone Diner                       | Cameo              |
| 2009 | Brief Interviews with Hideous Men            | Subject #72                                 |                    |
| 2009 | Dry Cleaner                                  | Stefan Gucci                                |                    |
| 2009 | Fanboys                                      | THX Security Guard #4                       |                    |
| 2009 | Cloudy with a Chance of Meatballs            | Joe Towne (voce)                            |                    |
| 2010 | MacGruber                                    | MacGruber                                   | Și scenarist       |
| 2011 | A Good Old Fashioned Orgy                    | Glenn                                       |                    |
| 2012 | Tim and Eric's Billion Dollar Movie          | Allen Bishopman                             |                    |
| 2012 | Rock of Ages                                 | Mitch Miley                                 |                    |
| 2012 | That's My Boy                                | Phil                                        |                    |
| 2012 | Extra' pază-n cartier                        | Sergent Bressman                            |                    |
| 2013 | Grown Ups 2                                  | Male Cheerleader                            | Nemenționat, cameo |
| 2013 | Run & Jump                                   | Ted                                         |                    |
| 2013 | Cloudy with a Chance of Meatballs 2          | Chester V (voce)                            |                    |
| 2013 | Life of Crime                                | Marshall Taylor                             |                    |
| 2013 | Nebraska                                     | David Grant                                 |                    |
| 2014 | The Lego Movie                               | Abraham Lincoln (voce)                      |                    |
| 2014 | 22 Jump Street                               | Football Announcer (voce)                   | Nemenționat        |
| 2014 | Michelangelo and Lincoln: History Cops       | Abraham Lincoln (voce)                      | Scurt              |
| 2014 | She's Funny That Way                         | Joshua Fleet                                |                    |
| 2015 | Don Verdean                                  | Pastor Fontaine                             |                    |
| 2015 | Staten Island Summer                         | Griffith                                    |                    |
| 2015 | The Ridiculous 6                             | Will Patch                                  |                    |
| 2015 | Get Squirrely                                | Cody (voce)                                 |                    |
| 2016 | Keanu                                        | Hulka                                       |                    |
| 2016 | Popstar: Never Stop Never Stopping           | Bagpipe Player                              | Cameo              |
| 2017 | My Life as a Courgette                       | Mr. Paul (voce)                             | Dublaj în engleză  |
| 2018 | A Futile and Stupid Gesture                  | Doug Kenney                                 |                    |
| 2018 | Luis & the Aliens                            | Nag (voce)                                  | Dublaj în engleză  |
| 2019 | The Lego Movie 2: The Second Part            | Abraham Lincoln (voce)                      |                    |
| 2019 | Extra Ordinary                               | Christian Winter                            |                    |
| 2019 | Booksmart                                    | Doug Antsler                                |                    |
| 2019 | Good Boys                                    | Andrew Newman                               |                    |
| 2019 | The Laundromat                               | Doomed Gringo #1                            |                    |
| 2020 | The Willoughbys                              | Tim Willoughby (voce)                       |                    |
| 2020 | Have a Good Trip: Adventures in Psychedelics | Rolul său                                   |                    |
| 2020 | Scoob!                                       | Shaggy Rogers (voce)                        | [ 4 ]              |
| 2021 | America: The Motion Picture                  | Abraham Lincoln (voce)                      |                    |
| 2022 | Studio 666                                   | Restaurant Delivery Guy (Darren Sandelbaum) |                    |
| 2023 | Strays                                       |                                             |                    |
| 2023 | Coyote vs. Acme                              | Wile E. Coyote's lawyer                     | [ 5 ]              |